# Якамара жовтодзьоба
Якамара жовтодзьоба (Galbula albirostris) — вид дятлоподібних птахів родини якамарових (Galbulidae).

## Поширення
Птах поширений у північній частині басейну Амазонки. Трапляється на півночі Бразилії, у Гаяні, Суринамі, Французькій Гвіані, на півдні Венесуели та сході Колумбії. Його природним середовищем проживання є тропічні та субтропічні вологі низовинні ліси.

## Опис
Дрібний птах завдовжки 19 см, вагою 21 г. Верхня частина тіла зеленого забарвлення з синіми відтінками, а нижня — червоно-коричнеа. Лоб чорнуватий. Самці відрізняються білим горлом. Дзьоб довгий та гострий, жовтого кольору з чорним кінчиком.

## Спосіб життя
Живиться комахами. Трапляється невеликими групами. Активний вдень. Гніздиться у порожнинах дерев. Самиця відкладає 2 яйця. Насиджують обидва партнери по черзі.